# La Couronne
Couronne (від фр. «Корона», вимовляється як «Куронн») — перший вітрильний лінійний корабель французького флоту.

## Історія будівництва
Корабель був закладений на верфі Ла Рош-Бернар (фр. La Roche-Bernard) 1629 року за особистої участі та ініціативи кардинала де Рішельє. Спущений на воду у 1632/1633 роках (за іншими даними — 1636 року). Збудував корабель корабельний майстер Шарль Морієн з міста Дьєп.